# Bohai Steel
Bohai Steel (Chinees: 渤海钢铁) was een grote Chinese staalgroep en staatsbedrijf uit de stad Tianjin in het noordoosten van China. In 2013 produceerde het ruim 19 miljoen ton ruwijzer en was daarmee de op veertien na grootste staalproducent van de wereld. Na een faillissement in 2016 werden de staalfabrieken overgenomen door de Delong Steel Group.

## Activiteiten
De Bohai Steel Group bestond uit volgende onderdelen:
- Tianjin Steel Pipe Group
- Tianjin Iron and Steel Group
- Tianjin Tiantie Metallurgy Group
- Tianjin Metallurgy Group

Het zijn geïntegreerde staalbedrijven waar ijzererts wordt verwerkt tot rollen plaatstaal, dikke staalplaten, staven, walsdraad en buizen voor olie- en gastransport.

## Geschiedenis
Bohai Steel werd in 2010 gevormd door de autoriteiten van de stad Tianjin door vier lokale staalproducenten samen te voegen. Hun gezamenlijke productiecapaciteit bedroeg zo'n 20 miljoen ton ruwijzer per jaar, waarmee de nieuwe groep een van China's grootste staalproducenten werd. In 2014 verscheen de groep in de Fortune Global 500. De fusie kaderde in de plannen van de nationale overheid om de staalsector te consolideren tot de tien grootste producenten zouden instaan voor 60 procent van de capaciteit.
De nieuwe groep investeerde in uitbreiding maar kwam daardoor zwaar in de schulden te zitten. Toen de staalprijzen in 2015 een dieptepunt bereikten ging het bedrijf ten onder, een schuldenberg van meer dan 26 miljard euro achterlatend. Het was het grootste faillissement in China tot dan toe.
In 2019 werd een herstructureringsplan uitgevoerd waarin de groep werd opgedeeld in de staal- en de andere activiteiten. De staalfabrieken werden ongebracht in New Tianjin Steel en verkocht aan de private Delong Steel Group voor ongeveer 2,7 miljard euro. Delong was op dat moment een middelgrote staalproducent met een capaciteit van zo'n 3 miljoen ton ruwijzer op jaarbasis. Door de overname werd het in een klap de op negen na grootste van China.